# Древнеримские стены (Луго)
Стены Луго — древнеримские городские стены III века, сохранившиеся в галисийском городе Луго. Они опоясывают исторический центр Луго неровным закруглённым квадратом с периметром около двух километров. Крепостные стены Луго включены во Всемирное наследие ЮНЕСКО как «исключительный образец древнеримского оборонительного ансамбля в Западной Европе».
Оборонительные стены были построены по витрувианским принципам между 263 и 276 годами для защиты древнеримского города Lucus Augusti от местных кельтов и германских набегов. Стены входили в комплекс укреплений, включающий также ров и эспланаду. Не весь древнеримский город был обнесён стенами: на юго-западе значительная его часть располагалась за их пределами. В то же время на защищённой территории были незастроенные участки. Обороне города способствовало его расположение на вершине холма в окружении реки Миньо и нескольких её притоков. Стены защищали город не только от врагов, но и от холодных северных ветров.
Общая длина крепостных стен составляет 2117 метров, площадь укреплённой территории — 35 гектар. Ширина крепостных стен составляет 4,2 метра, достигая в некоторых местах 7 метров, а высота колеблется от 8 до 12 метров.
Пространство между сланцевыми внешней и внутренней стеной заполнено грунтом с гравием, галькой и каменными обломками разрушенных зданий, сцементированными водой. Арки ворот и основания башен сложены из местного гранита.
Крепостные стены укреплены массивными, в основном, полукруглыми (только 11 квадратных) башнями, ныне одной высоты со стеной. Хорошо сохранились 46 башен, ещё 25 полуразрушены, 14 или 15 — утрачены полностью. Расстояние между башнями — от 6 до 14 метров, что исключало наличие «слепых зон». Вероятно, при римлянах башни были выше; их верхушка, возвышающаяся над стеной, имела большие окна для арбалетчиков или для установки онагра. Такая верхушка осталась в единственной башне A Mosqueira.
Подъём на боевой ход крепостных стен осуществлялся по лестницам внутри башен. В целях безопасности они не доходили до земли; чтобы попасть в башни, необходимо было воспользоваться приставной лестницей. Первая из 21 известных на сегодня внутрибашенных лестниц была обнаружена в 1962 году, все они оказались полностью засыпаны мусором, но сейчас их привели в порядок.

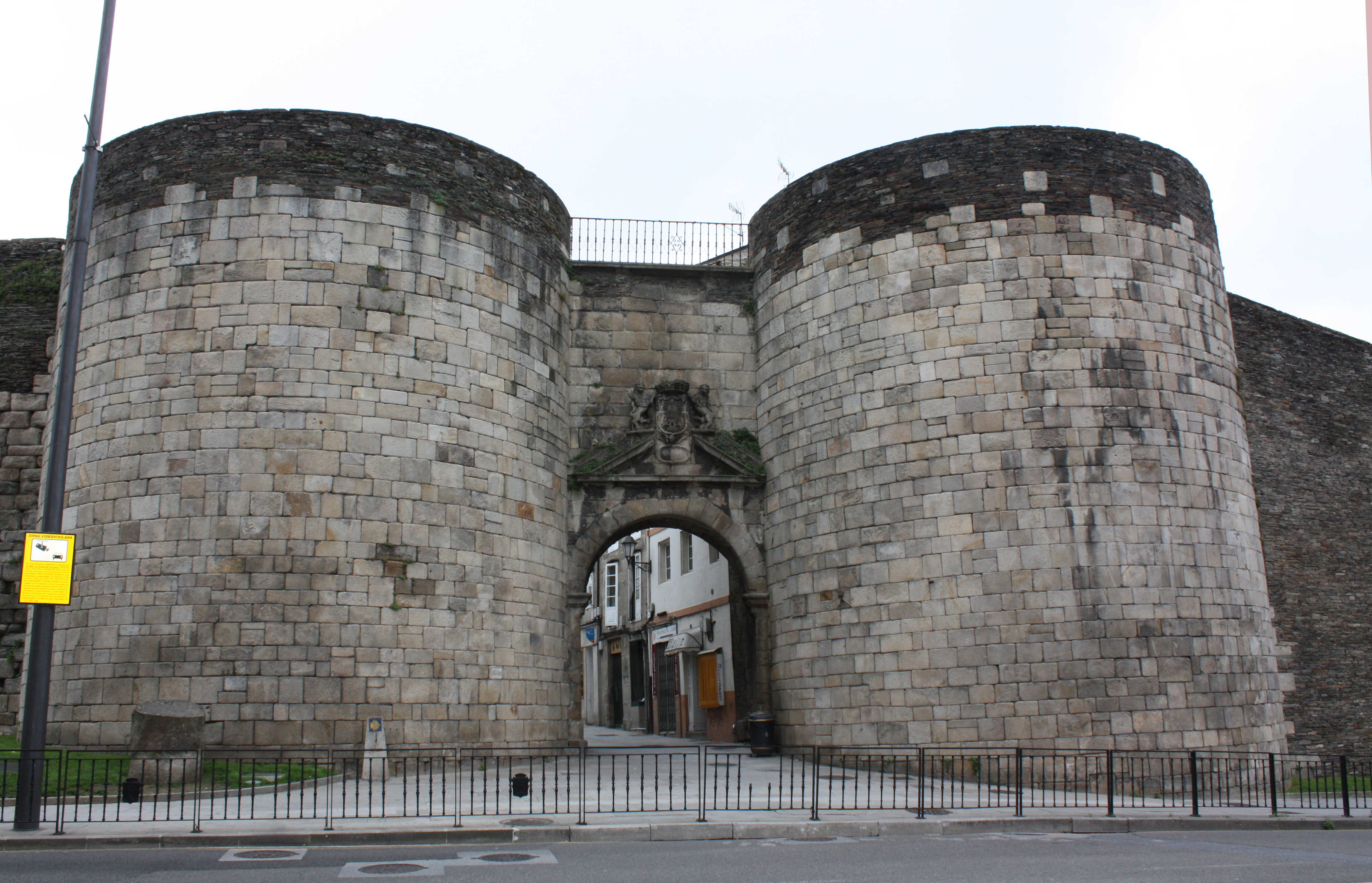
Ворота Сан-Педро

В крепостных стенах 10 ворот (шесть пешеходных и четверо автомобильных), пять из них сохранились от римлян, другие пять прорублены в период между 1853 и 1923 годом в связи с развитием города. Из оригинальных романских ворот лучше всего сохранились ворота Порта-Фальс и Порта-Минья, у последних уцелела даже аутентичная сводчатая арка между двумя башнями. Незаконное строительство последних, десятых ворот — ворот епископа Одоарио — стало причиной для скорейшего придания крепостным стенам статуса национального памятника, поэтому новых проходов в них уже не делали. Деревянные двери закрывались до XIX века, после 1877 года их убрали.

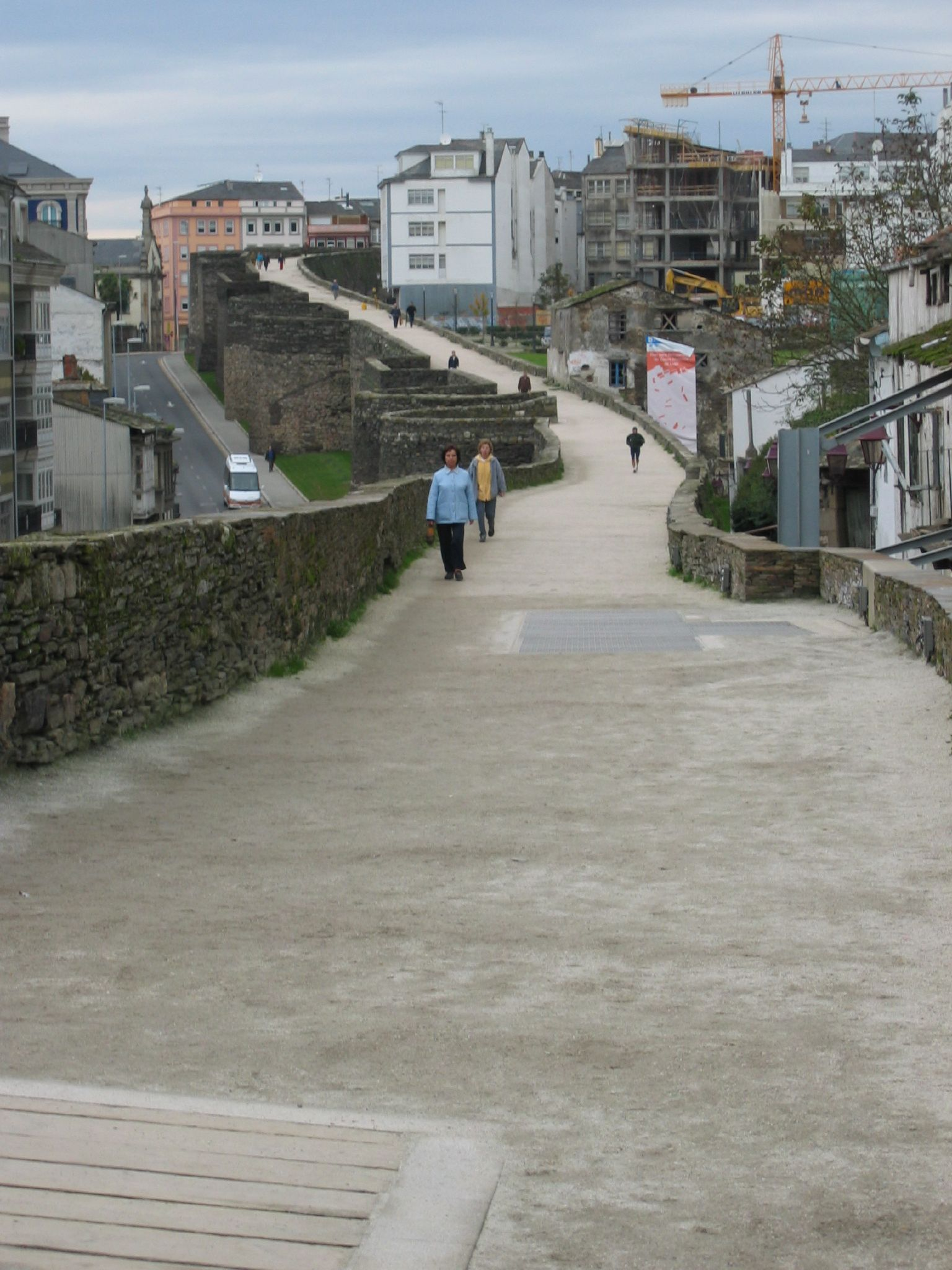
Променад по стене

В средние века некоторые дома пристраивались вплотную к крепостным стенам. В середине XX века их было около тридцати. В 1971 году было принято решение демонтировать эти здания по программе «Чистые стены», однако ряд домов существует и поныне.
Римские крепостные стены — основная достопримечательность Луго, привлекающая поток туристов.
По верху стен в наши дни проложена прогулочная дорожка, по которой можно обойти вокруг города; наверх ведёт шесть наружных лестниц и пандус, построенный в XVIII веке.
В городе работает туристический центр «Centro de Interpretación de la Muralla». С 2000 года, когда крепостные стены включили в список Всемирного наследия ЮНЕСКО, в Луго ежегодно проводится фестиваль «Arde Lucus» в честь древнеримского наследия города.
В 2007 году крепостные стены Луго «побратались» с Великой китайской стеной, на церемонии присутствовал посол Китая в Испании Цзю Сяцзи.